# محمود گلزاری
محمود گلزاری (متولد ۱۳۲۸ در سیرجان - ) روان‌شناس ایرانی، استاد دانشگاه علامه طباطبایی، معاون ساماندهی امور جوانان وزارت ورزش و جوانان و مشاور وزیر فرهنگ و ارشاد اسلامی است. او مدتی سردبیر نشریه رشد جوان بود.

## کتابشناسی
- تشخیص و درمان اختلالات روان شناختی کودک و نوجوان، گروه مؤلفان، ناشر: یسطرون
- کتاب جامع روانشناسی: شخصیت؛ دکتر مایکل ال راتر، دکتر محمود گلزاری، دکتر حمیده جهانگیری؛ ناشر: انتشارات اسکولار پرس  [۵]
- ارتباط آگاهانه با جنس مخالف (تبیین روان شناختی ارتباط دختران و پسران)، محمود گلزاری، ناشر: نشر شهر تهران
- چگونه همسر خوشبختی شوید؟ (راهکارهایی برای ارتباط موفق بین همسران)، محمود گلزاری، ناشر: نشر شهر تهران
- در جستجوی همسر ایده‌آل (تبیین روان شناختی ملاک‌ها و روش‌های انتخاب همسر)، محمود گلزاری، ناشر: نشر شهر تهران
- مدیریت زندگی بعد از طلاق: از جدایی‌ها شکایت …، محمود گلزاری، ناشر: نشر شهر تهران

A Comprehensive Book of Psychology: Personality; Michael L. Rutter, Mahmoud Golzari, Hamideh Jahangiri (2020); Scholar's Press  